# Sharlene Taulé

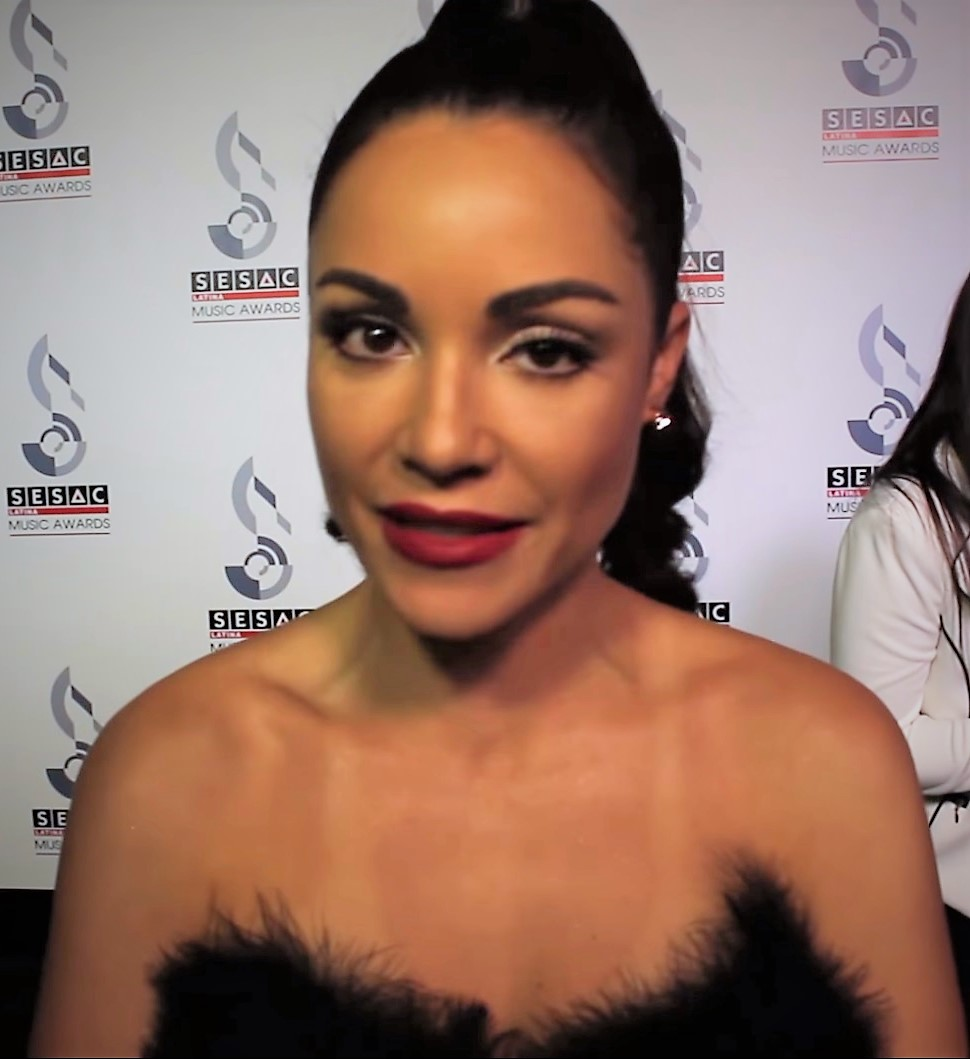
Sharlene Taulé, 2018

Sharlene Taulé (* 11. Mai 1989) ist eine dominikanische Schauspielerin und Sängerin, die dem deutschen Fernsehpublikum durch ihre Gastrolle in der Krimireihe SOKO Leipzig bekannt geworden ist.

## Biografie
Ihre erste Filmrolle hatte Sharlene Taulé in dem am 26. Januar 2005 in der Dominikanischen Republik uraufgeführten Film Los locos también piensan, in dem sie in einer Nebenrolle die Tochter des Coronel (Oberst) verkörpert.
Ihre zweite Nebenrolle hatte sie in dem mit Isabella Rossellini in der Hauptrolle besetzten Film La fiesta del chivo, der auf der Berlinale unter dem Titel Das Fest des Ziegenbocks lief und als Der Tod einer Bestie auf DVD erschien.
Dem deutschen Fernsehpublikum wurde sie durch den erstmals am 29. Dezember 2006 ausgestrahlten Film Flucht aus Santa Domingo aus der Krimireihe SOKO Leipzig bekannt, in dem sie Emanuela verkörpert, in die sich der Kriminaloberkommissar Jan Maybach (dargestellt von Marco Girnth) während seiner Karibik-Reise verliebt.
Jahre später kommt Emanuela auf der Suche nach ihrer vermissten Schwester nach Leipzig und kontaktiert Jan Maybach. Diese Geschichte bildet die Doppelfolge Emanuela (Nummern 125 und 126 der Krimireihe SOKO Leipzig), die am 10. und 17. Oktober 2008 erstmals im deutschen Fernsehen ausgestrahlt wurde.
Seit 2011 spielte sie bisher in 70 Folgen der Telenovela Grachi.

## Filmografie

### Filme
- 2005: Los locos también piensan
- 2005: Das Fest des Ziegenbocks / Der Tod einer Bestie (La fiesta del chivo)
- 2006: Viajeros
- 2006: La tragedia llenas: Un código 666
- 2007: Yuniol
- 2007: Hispaniola
- 2009: La Soga – Wir wurden alle unschuldig geboren (La saga)
- 2010: Tropico de Sangre
- 2010: Jaque Mate

### Serien
- 2006: SOKO Leipzig: Flucht aus Santo Domingo (90-Minuten-Film)
- 2007: Trópico (1 Folge)
- 2008: SOKO Leipzig: Emanuela (Doppelfolge)
- 2011: Grachi (70 Folgen)
- 2016: Star (Fernsehserie)
- 2020: Deputy – Einsatz Los Angeles (Deputy, 2 Folgen)